# Patinaj artistic la Jocurile Olimpice de iarnă din 2022 - Dans
Proba de patinaj artistic dans de la Jocurile Olimpice de iarnă din 2022 de la Beijing, China a avuta loc în perioada 12-14 februarie 2022 la Capital Indoor Stadium.

## Program
Orele sunt orele Chinei (ora României + 6 ore).
| Dată         | Ora         | Rundă           |
| ------------ | ----------- | --------------- |
| 12 februarie | 19:07–22:38 | Programul scurt |
| 14 februarie | 09:22–12:36 | Programul liber |

## Rezultate

### Program scurt
| Loc                              | Nume                                         | Țară                       | SST    | SET   | SCP   | ÎP   | TR   | PE   | CG   | IN   | P    | NSt |
| -------------------------------- | -------------------------------------------- | -------------------------- | ------ | ----- | ----- | ---- | ---- | ---- | ---- | ---- | ---- | --- |
| 1                                | Gabriella Papadakis / Guillaume Cizeron      | Franța                     | 90,83  | 51,65 | 39,18 | 9,71 | 9,61 | 9,86 | 9,82 | 9,96 | 0,00 | 18  |
| 2                                | Victoria Sinitsina / Nikita Katsalapov       | COR                        | 88,85  | 50,26 | 38,59 | 9,64 | 9,46 | 9,71 | 9,68 | 9,75 | 0,00 | 19  |
| 3                                | Madison Hubbell / Zachary Donohue            | Statele Unite ale Americii | 87,13  | 48,82 | 38,31 | 9,61 | 9,36 | 9,64 | 9,64 | 9,64 | 0,00 | 23  |
| 4                                | Madison Chock / Evan Bates                   | Statele Unite ale Americii | 84,14  | 46,39 | 37,75 | 9,36 | 9,25 | 9,50 | 9,57 | 9,50 | 0,00 | 20  |
| 5                                | Alexandra Stepanova / Ivan Bukin             | COR                        | 84,09  | 47,09 | 37,00 | 9,18 | 9,00 | 9,32 | 9,32 | 9,43 | 0,00 | 16  |
| 6                                | Piper Gilles / Paul Poirier                  | Canada                     | 83,52  | 46,17 | 37,35 | 9,32 | 9,18 | 9,46 | 9,36 | 9,36 | 0,00 | 21  |
| 7                                | Charlène Guignard / Marco Fabbri             | Italia                     | 82,68  | 45,85 | 36,83 | 9,14 | 9,04 | 9,32 | 9,29 | 9,25 | 0,00 | 22  |
| 8                                | Laurence Fournier Beaudry / Nikolaj Sørensen | Canada                     | 78,54  | 43,89 | 34,65 | 8,68 | 8,46 | 8,71 | 8,71 | 8,75 | 0,00 | 15  |
| 9                                | Olivia Smart / Adrián Díaz                   | Spania                     | 77,70  | 42,78 | 34,92 | 8,61 | 8,50 | 8,82 | 8,79 | 8,93 | 0,00 | 14  |
| 10                               | Lilah Fear / Lewis Gibson                    | Marea Britanie             | 76,45  | 41,70 | 34,75 | 8,54 | 8,43 | 8,82 | 8,79 | 8,86 | 0,00 | 17  |
| 11                               | Kaitlin Hawayek / Jean-Luc Baker             | Statele Unite ale Americii | 74,58  | 40,80 | 33,78 | 8,36 | 8,21 | 8,54 | 8,50 | 8,61 | 0,00 | 13  |
| 12                               | Wang Shiyue / Liu Xinyu                      | China                      | 73,41  | 40,16 | 33,25 | 8,29 | 8,14 | 8,43 | 8,39 | 8,32 | 0,00 | 11  |
| 13                               | Marjorie Lajoie / Zachary Lagha              | Canada                     | 72,.59 | 39,67 | 32,92 | 8,18 | 8,00 | 8,36 | 8,32 | 8,29 | 0,00 | 12  |
| 14                               | Diana Davis / Gleb Smolkin                   | COR                        | 71,66  | 39,31 | 32,25 | 7,96 | 7,86 | 8,21 | 8,11 | 8,29 | 0,00 | 9   |
| 15                               | Natalia Kaliszek / Maksym Spodyriev          | Polonia                    | 70,32  | 39,51 | 30,81 | 7,57 | 7,57 | 7,71 | 7,86 | 7,79 | 0,00 | 7   |
| 16                               | Juulia Turkkila / Matthias Versluis          | Finlanda                   | 68,23  | 38,14 | 31,09 | 7,79 | 7,54 | 7,93 | 7,79 | 7,82 | 1,00 | 2   |
| 17                               | Natálie Taschlerová / Filip Taschler         | Cehia                      | 67,22  | 37,07 | 30,15 | 7,57 | 7,29 | 7,57 | 7,61 | 7,64 | 0,00 | 4   |
| 18                               | Maria Kazakova / Georgy Reviya               | Georgia                    | 67,08  | 37,17 | 29,91 | 7,43 | 7,21 | 7,54 | 7,57 | 7,64 | 0,00 | 8   |
| 19                               | Tina Garabedian / Simon Proulx-Sénécal       | Armenia                    | 65,87  | 35,57 | 30,30 | 7,57 | 7,36 | 7,71 | 7,61 | 7,61 | 0,00 | 10  |
| 20                               | Oleksandra Nazarova / Maksym Nikitin         | Ucraina                    | 65,53  | 35,44 | 30,09 | 7,54 | 7,50 | 7,50 | 7,50 | 7,57 | 0,00 | 3   |
| Nu au avansat la programul liber |                                              |                            |        |       |       |      |      |      |      |      |      |     |
| 21                               | Katharina Müller / Tim Dieck                 | Germania                   | 65,47  | 35,56 | 29,91 | 7,43 | 7,29 | 7,64 | 7,54 | 7,50 | 0,00 | 1   |
| 22                               | Misato Komatsubara / Tim Koleto              | Japonia                    | 65,41  | 35,58 | 29,83 | 7,46 | 7,25 | 7,54 | 7,54 | 7,50 | 0,00 | 6   |
| 23                               | Paulina Ramanauskaitė / Deividas Kizala      | Lituania                   | 58,35  | 32,49 | 25,86 | 6,54 | 6,18 | 6,61 | 6,54 | 6,43 | 0,00 | 5   |

### Program liber
| Loc | Nume                                         | Țară                       | SST    | SET   | SCP   | ÎP   | TR   | PE   | CG    | IN   | P    | NSt |
| --- | -------------------------------------------- | -------------------------- | ------ | ----- | ----- | ---- | ---- | ---- | ----- | ---- | ---- | --- |
| 1   | Gabriella Papadakis / Guillaume Cizeron      | Franța                     | 136,15 | 76,75 | 59,40 | 9,82 | 9,79 | 9,96 | 10,00 | 9,93 | 0,00 | 20  |
| 2   | Victoria Sinitsina / Nikita Katsalapov       | COR                        | 131,66 | 73,43 | 58,23 | 9,71 | 9,61 | 9,75 | 9,71  | 9,75 | 0,00 | 19  |
| 3   | Madison Hubbell / Zachary Donohue            | Statele Unite ale Americii | 130,89 | 73,56 | 58,33 | 9,75 | 9,57 | 9,82 | 9,68  | 9,79 | 1,00 | 18  |
| 4   | Madison Chock / Evan Bates                   | Statele Unite ale Americii | 130,63 | 72,59 | 58,04 | 9,50 | 9,54 | 9,68 | 9,89  | 9,75 | 0,00 | 17  |
| 5   | Charlène Guignard / Marco Fabbri             | Italia                     | 124,37 | 69,22 | 55,15 | 9,14 | 9,07 | 9,29 | 9,21  | 9,25 | 0,00 | 14  |
| 6   | Olivia Smart / Adrián Díaz                   | Spania                     | 121,41 | 67,71 | 53,70 | 8,75 | 8,68 | 9,14 | 9,11  | 9,07 | 0,00 | 12  |
| 7   | Piper Gilles / Paul Poirier                  | Canada                     | 121,26 | 66,19 | 55,07 | 9,14 | 9,04 | 9,21 | 9,21  | 9,29 | 0,00 | 15  |
| 8   | Alexandra Stepanova / Ivan Bukin             | COR                        | 120,98 | 65,34 | 55,64 | 9,25 | 9,18 | 9,18 | 9,46  | 9,29 | 0,00 | 16  |
| 9   | Lilah Fear / Lewis Gibson                    | Marea Britanie             | 115,19 | 63,21 | 51,98 | 8,50 | 8,39 | 8,82 | 8,79  | 8,82 | 0,00 | 11  |
| 10  | Kaitlin Hawayek / Jean-Luc Baker             | Statele Unite ale Americii | 115,16 | 62,99 | 52,17 | 8,61 | 8,54 | 8,75 | 8,68  | 8,89 | 0,00 | 10  |
| 11  | Laurence Fournier Beaudry / Nikolaj Sørensen | Canada                     | 113,81 | 61,05 | 52,76 | 8,75 | 8,61 | 8,86 | 8,86  | 8,89 | 0,00 | 13  |
| 12  | Wang Shiyue / Liu Xinyu                      | China                      | 111,01 | 61,34 | 50,67 | 8,39 | 8,25 | 8,54 | 8,50  | 8,54 | 1,00 | 9   |
| 13  | Marjorie Lajoie / Zachary Lagha              | Canada                     | 108,43 | 58,93 | 49,50 | 8,18 | 7,96 | 8,39 | 8,36  | 8,36 | 0,00 | 8   |
| 14  | Diana Davis / Gleb Smolkin                   | COR                        | 108,16 | 59,77 | 48,39 | 7,89 | 7,75 | 8,25 | 8,25  | 8,18 | 0,00 | 7   |
| 15  | Juulia Turkkila / Matthias Versluis          | Finlanda                   | 105,65 | 58,07 | 47,58 | 7,82 | 7,54 | 8,14 | 8,11  | 8,04 | 0,00 | 5   |
| 16  | Tina Garabedian / Simon Proulx-Sénécal       | Armenia                    | 101,16 | 55,74 | 45,42 | 7,54 | 7,32 | 7,71 | 7,64  | 7,64 | 0,00 | 2   |
| 17  | Natálie Taschlerová / Filip Taschler         | Cehia                      | 101,10 | 55,42 | 45,68 | 7,68 | 7,39 | 7,64 | 7,71  | 7,64 | 0,00 | 4   |
| 18  | Oleksandra Nazarova / Maksym Nikitin         | Ucraina                    | 97,34  | 52,30 | 45,04 | 7,43 | 7,39 | 7,46 | 7,61  | 7,64 | 0,00 | 1   |
| 19  | Maria Kazakova / Georgy Reviya               | Georgia                    | 97,25  | 52,21 | 45,04 | 7,43 | 7,39 | 7,43 | 7,71  | 7,57 | 0,00 | 3   |
| 20  | Natalia Kaliszek / Maksym Spodyriev          | Polonia                    | 96,99  | 54,26 | 44,73 | 7,32 | 7,46 | 7,32 | 7,64  | 7,54 | 2,00 | 6   |

### Total
| Loc | Nume                                         | Țară                       | Total  | PS | PS    | PL  | PL     |
| --- | -------------------------------------------- | -------------------------- | ------ | -- | ----- | --- | ------ |
| 1   | Gabriella Papadakis / Guillaume Cizeron      | Franța                     | 226,98 | 1  | 90,83 | 1   | 136,15 |
| 2   | Victoria Sinitsina / Nikita Katsalapov       | COR                        | 220,51 | 2  | 88,85 | 2   | 131,66 |
| 3   | Madison Hubbell / Zachary Donohue            | Statele Unite ale Americii | 218,02 | 3  | 87,13 | 3   | 130,89 |
| 4   | Madison Chock / Evan Bates                   | Statele Unite ale Americii | 214,77 | 4  | 84,14 | 4   | 130,63 |
| 5   | Charlène Guignard / Marco Fabbri             | Italia                     | 207,05 | 7  | 82,68 | 5   | 124,37 |
| 6   | Alexandra Stepanova / Ivan Bukin             | COR                        | 205,07 | 5  | 84,09 | 8   | 120,98 |
| 7   | Piper Gilles / Paul Poirier                  | Canada                     | 204,78 | 6  | 83,52 | 7   | 121,26 |
| 8   | Olivia Smart / Adrián Díaz                   | Spania                     | 199,11 | 9  | 77,70 | 6   | 121,41 |
| 9   | Laurence Fournier Beaudry / Nikolaj Sørensen | Canada                     | 192,35 | 8  | 78,54 | 11  | 113,81 |
| 10  | Lilah Fear / Lewis Gibson                    | Marea Britanie             | 191,64 | 10 | 76,45 | 9   | 115,19 |
| 11  | Kaitlin Hawayek / Jean-Luc Baker             | Statele Unite ale Americii | 189,74 | 11 | 74,58 | 10  | 115,16 |
| 12  | Wang Shiyue / Liu Xinyu                      | China                      | 184,42 | 12 | 73,41 | 12  | 111,01 |
| 13  | Marjorie Lajoie / Zachary Lagha              | Canada                     | 181,02 | 13 | 72,59 | 13  | 108,43 |
| 14  | Diana Davis / Gleb Smolkin                   | COR                        | 179,82 | 14 | 71,66 | 14  | 108,16 |
| 15  | Juulia Turkkila / Matthias Versluis          | Finlanda                   | 173,88 | 16 | 68,23 | 15  | 105,65 |
| 16  | Natálie Taschlerová / Filip Taschler         | Cehia                      | 168,32 | 17 | 67,22 | 17  | 101,10 |
| 17  | Natalia Kaliszek / Maksym Spodyriev          | Polonia                    | 167,31 | 15 | 70,32 | 20  | 96,99  |
| 18  | Tina Garabedian / Simon Proulx-Sénécal       | Armenia                    | 167,03 | 19 | 65,87 | 16  | 101,16 |
| 19  | Maria Kazakova / Georgy Reviya               | Georgia                    | 164,33 | 18 | 67,08 | 19  | 97,25  |
| 20  | Oleksandra Nazarova / Maksym Nikitin         | Ucraina                    | 162,87 | 20 | 65,53 | 18  | 97,34  |
| 21  | Katharina Müller / Tim Dieck                 | Germania                   | N/A    | 21 | 65,47 | N/A | N/A    |
| 22  | Misato Komatsubara / Tim Koleto              | Japonia                    | N/A    | 22 | 65,41 | N/A | N/A    |
| 23  | Paulina Ramanauskaitė / Deividas Kizala      | Lituania                   | N/A    | 23 | 58,35 | N/A | N/A    |